# Julio Oggioni
Dom Giulio Oggioni (Villasanta, Italia, 15 de junho de 1916 - Bergamo 24 de fevereiro 1993) foi um bispo católico italiano, das cidades de Lodi e de Bergamo .

## Biografia
Nasceu em Villasanta, perto de Milão, em 15 de junho 1916.
Consagrado bispo de Lodi para as mãos do Cardeal Giovanni Colombo, em 1972, passou para Bergamo em 1977. Aposentou-se em 1991.
Faleceu como bispo emerito de Bergamo em 26 de fevereiro 1993.

## Conexões externas
- «Site da Diocese de Lodi»
- «Site da Diocese de Bergamo»